# Aletsch
Aletsch (tyska: Aletschgletscher, franska: Glacier d'Aletsch, italienska: Ghiacciaio dell'Aletsch) är Alpernas största glaciär.
Aletschglaciären sträcker sig från södra sidan av toppen Jungfrau ned i Rhônedalen. Den är 22,7 km lång och täcker en yta på 81,7 km² (2011). Den består av cirka 26,5 miljarder ton is. Området är ett världsarv sedan 2001 med utökad area 2007.

## Fotografi som information om glaciärsmältning
Den 18 augusti 2007 använde fotografen Spencer Tunick hundratals nakna människor i en "levande skulptur" på Aletschglaciären med ett fotografi som han sade var taget med syftet att rikta uppmärksamheten mot den globala uppvärmningen och att världens glaciärer krymper. De 600 deltagarna på den krympande glaciären sade att de deltog i fotograferingen (ett samarbete med Greenpeace) för att informera världen om vilken effekt det varmare klimatet har på de scweiziska glaciärerna.

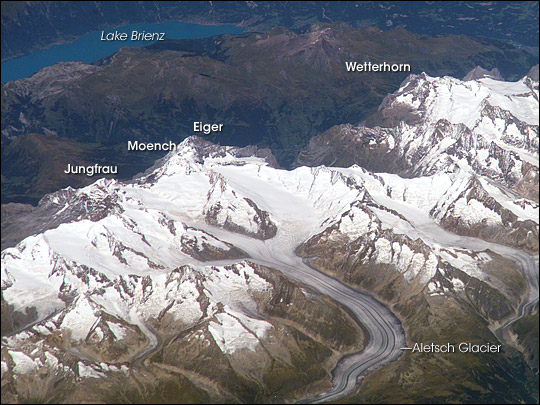
Från Internationella rymdstationen.
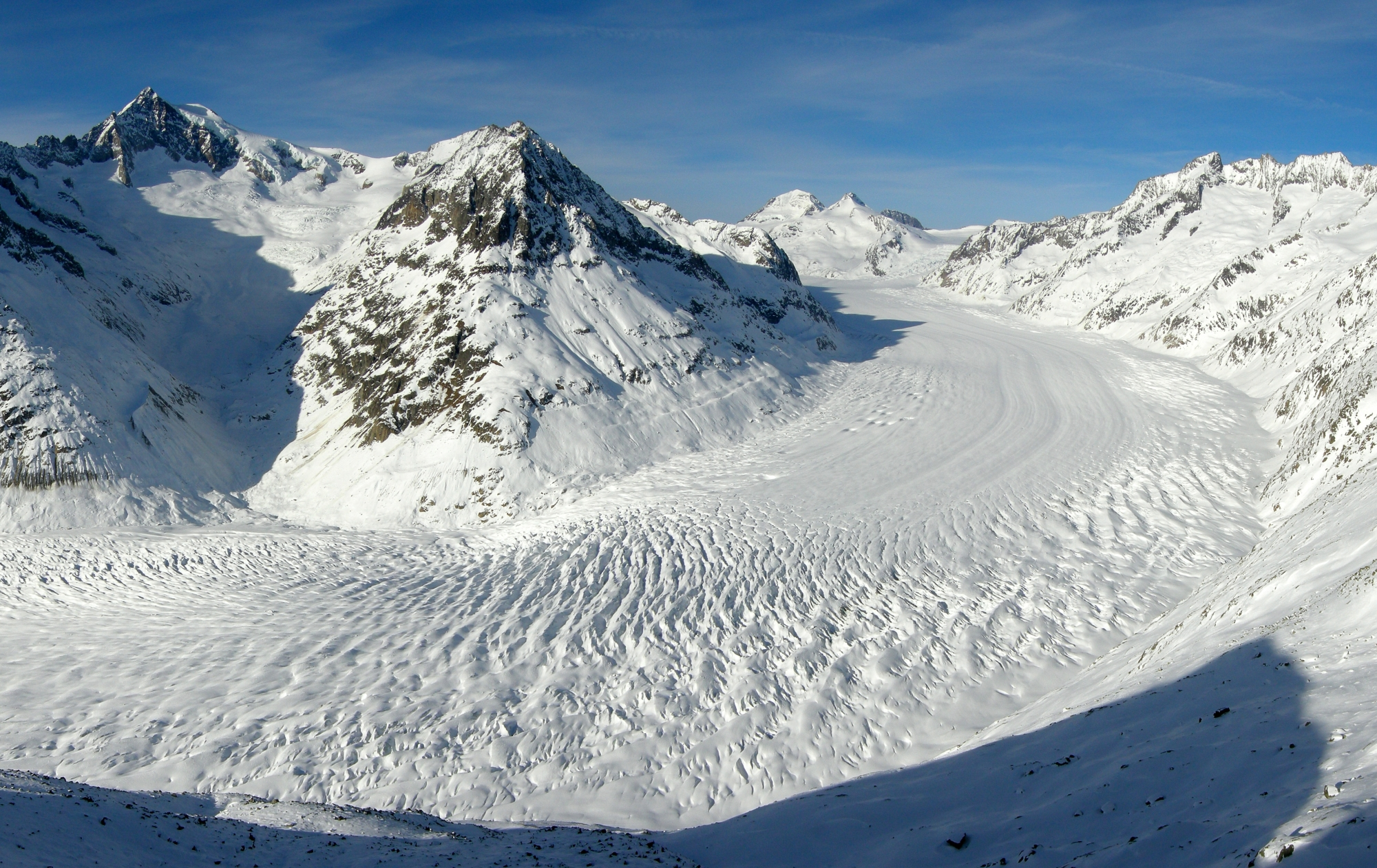
Aletsch, sedd från Eggishorn i Valais.